# Kayqubad I

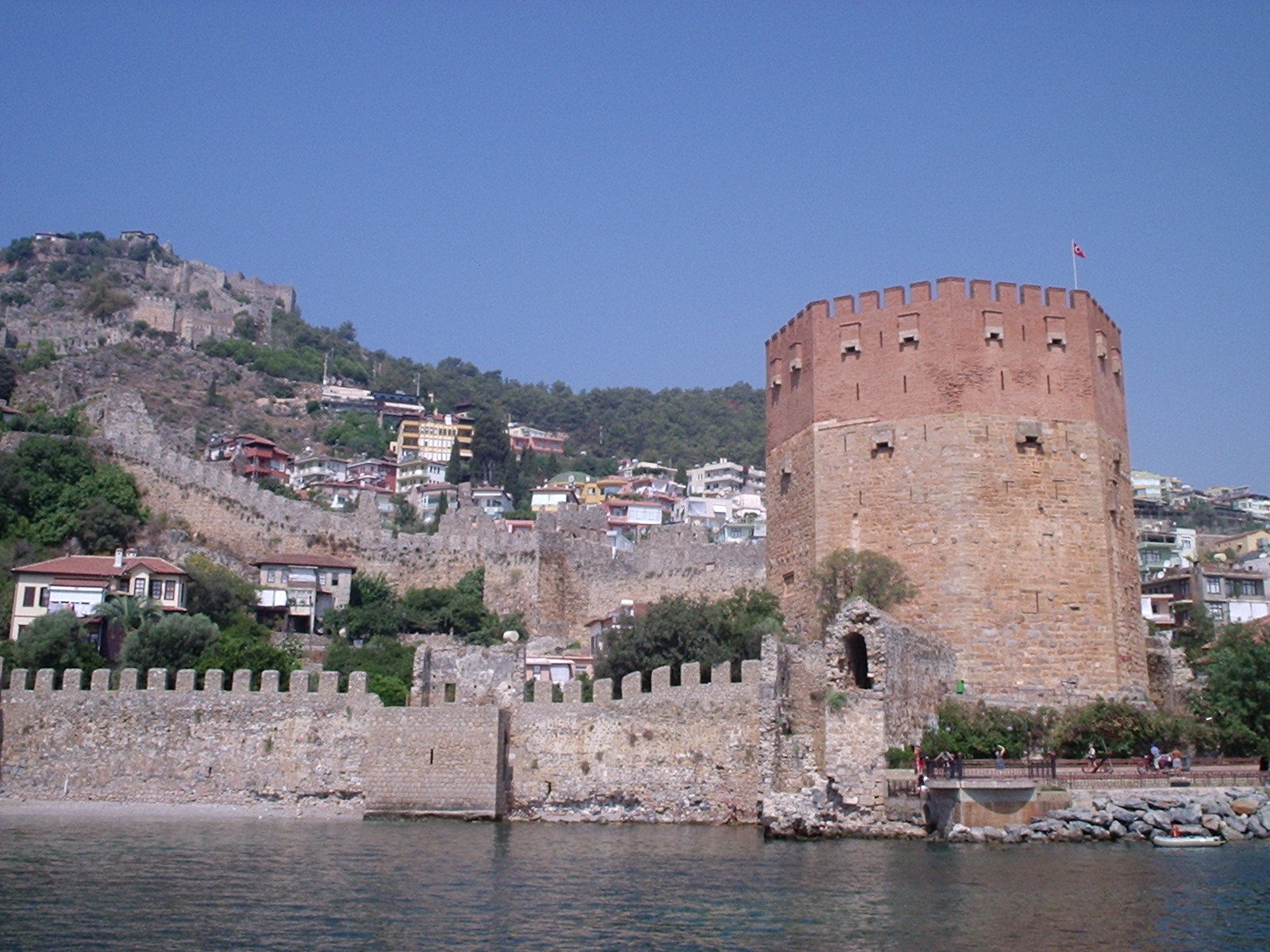
Kızıl Kule, hay Tháp Đỏ, được 'Ala al-Din Kayqubad I xây nên ở Alanya.

Kayqubad I (Tiếng Ả Rập/tiếng Ba Tư: علا الدين كيقباد بن كيكاوس, 'Alā al-Dīn Kayqubād bin Kaykā'ūs; tiếng Thổ Nhĩ Kỳ: I. Alâeddin Keykubad) là Sultan nhà Seljuk ở Rum, trị vì từ năm 1220 đến 1237. Ông đã mở mang bờ cõi vương quốc, gây bất lợi cho các láng giềng mà chủ yếu là tiểu vương quốc Mengujek và nhà Ayyub, và thiết lập sự hiện diện của người Seljuk ở Địa Trung Hải sau khi chiếm được cảng Kalon Aros, sau được đổi tên thành Ala'iyya để vinh danh ông. Sau cuộc đột kícg vào cảng Sudak ở Hắc Hải, Ông đã đặt miền bắc Krym nằm dưới quyền cai trị của Thổ trong một thời gian ngắn. Ông vua này, thỉnh thoảng được gọi là "Kayqubad Đại đế", ngày nay được nhớ tới bởi di sản đồ sộ về kiến trúc và sự phát triển phồn thịnh của văn hoá cung đình dưới triều ông.
Triều đại Kayqubad tượng trưng cho thời cực thịnh của thế lực Seljuk và ảnh hưởng ở Tiểu Á, và bản thân Kayqubad được xem là vị vua có danh tiếng nhất của triều đại. Trong thời kì sau cuộc xâm lăng của Mông Cổ vào thế kỷ XIII, những cư dân của vùng Tiểu Á thường xuyên nhìn lại về triều đại ông như một thời kì vàng son, trong khi những kẻ thống trị mới của các công quốc người Thổ đã cố gắng biện hộ cho quyền tự trị của họ bằng lý do "là hậu duệ của Kayqubad I".

## Tuổi trẻ của Kayqubad
Kayqubad là con thứ hai của Sultan Kaykhusraw I. Khi còn trẻ, ông được phụ vương phong chức malik và được phong làm thống đốc Tokat, một thành phố lớn nằm ở trung tâm xứ Tiểu Á. Khi nhà vua chết sau trận Alaşehir năm 1211, chiến tranh giành vương vị nổ ra giữa Kayqubad và anh trai là Kaykaus. Ban đầu, Kayqubad nhận được sự giúp đỡ từ các nước láng giềng: Leo I, vua xứ Cilician Armenia và Tughrilshah, chú của 2 anh em và kẻ thống trị độc lập của xứ Erzurum. Phần lớn các êmia, với tư cách là những lãnh chúa có thế lực trong vương quốc, ủng hộ Kaykaus. Kayqubad buộc phải bỏ chạy đến pháo đài ở Ankara, nơi ông cầu cứu các bộ lạc Turkman của Kastamonu. Ít lâu sau, ông bị Kaykaus bắt và giam trong một pháo đài ở miền tây Tiểu Á.

## Trị vì
Năm 1219 (hay 1220), Kaykaus' thình lình mất. Kayqubad được rời khỏi ngục và lên ngôi, trở thành vua Kayqubad I của vương quốc Rûm.
Vương quốc Armenia ở Cicilia bị chinh phạt và trở thành chư hầu của vương quốc Rûm.